# Zeshoeksgetal
Een zeshoeksgetal is een voorbeeld van een veelhoeksgetal. Zeshoeksgetallen zijn de gehele getallen, die gelijk zijn aan het aantal punten van de gezamenlijke zeshoeken met een gemeenschappelijk hoekpunt en gedeeltelijk twee gemeenschappelijke zijden, met een telkens oplopend aantal punten per zijde. Andere veelhoeksgetallen zijn de driehoeksgetallen en kwadraten. Ieder zeshoeksgetal is ook een driehoeksgetal.
| 1 |  | 6                     |  | 15                                                        |  | 28 |
| - |  | --------------------- |  | --------------------------------------------------------- |  | --- |
| * |  | * · * · * · * · * · * |  | * · * · * · * · * · * · * · * · * · * · * · * · * · * · * |  | * · * · * · * · * · * · * · * · * · * · * · * · * · * · * · * · * · * · * · * · * · * · * · * · * · * · * · * |

De eerste 23 zeshoeksgetallen zijn
0, 1, 6, 15, 28, 45, 66, 91, 120, 153, 190, 231, 276, 325, 378, 435, 496, 561, 630, 703, 780, 861, 946.

## Eigenschappen
- De formule voor het {\displaystyle n}-e zeshoeksgetal {\displaystyle Z_{n}} is {\displaystyle Z_{n}=2n^{2}-n}, dus is {\displaystyle n={\frac {{\sqrt {8Z_{n}+1\ }}+1}{4}}}
- {\displaystyle Z_{n}\equiv n\mod {4}}
- {\displaystyle Z_{3n}+Z_{2n}+Z_{n}\equiv 0\mod {2}}
- Alle getallen vanaf 131 kunnen als de som van ten hoogste vier zeshoeksgetallen worden geschreven. Legendre heeft dit in 1830 voor alle getallen vanaf 1792 bewezen.